# An Awful Moment
An Awful Moment è un cortometraggio muto del 1908 diretto e sceneggiato da David W. Griffith. Il film, interpretato da George Gebhardt, Marion Leonard e Harry Solter, venne prodotto dalla American Mutoscope and Biograph Company che lo distribuì nelle sale il 18 dicembre 1908.

## Trama
Una zingara medita vendetta contro il giudice che l'ha mandata in carcere.

## Produzione
Il film, prodotto dall'American Mutoscope and Biograph Company, venne girato negli studi della Biograph della 14th Street a New York il 19 novembre 1908.

## Distribuzione
Il copyright del film, richiesto dall'American Mutoscope and Biograph Co., fu registrato il 10 dicembre 1908 con il numero H119490.
L'American Mutoscope and Biograph Company lo distribuì nelle sale statunitensi il 18 dicembre 1908. Una copia del film viene conservata negli archivi della Library of Congress (positivo a 35 mm).